# Anura Kumara Dissanayake

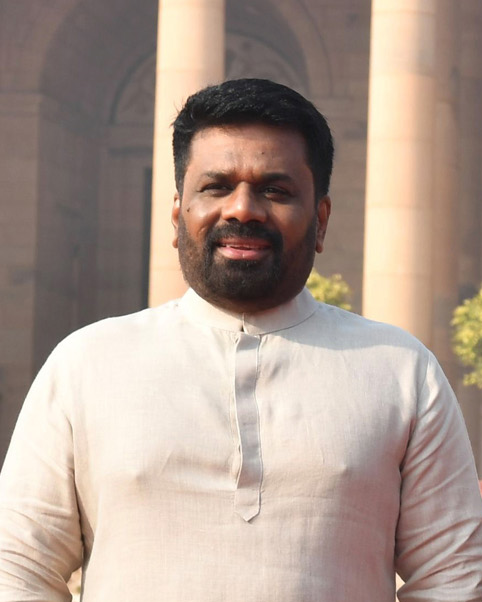
Anura Kumara Dissanayake (2024)

Anura Kumara Dissanayake, auch Dissanayaka (singhalesisch අනුර කුමාර දිසානායක, Tamil அநுர குமார திசாநாயக்க; * 24. November 1968 in Thambuthegama, Anuradhapura, Ceylon, heute Sri Lanka), ist ein sri-lankischer Politiker. Seit 2014 ist er Vorsitzender der kommunistischen Partei Janatha Vimukthi Peramuna (JVP). Am 23. September 2024 wurde er als neuer Staatspräsident von Sri Lanka vereidigt.

## Biografie
Dissayanake wurde in einem kleinen Dorf im nördlichen Distrikt Anuradhapura in eine singhalesische Familie in einfachen Verhältnissen geboren. Er besuchte vor Ort die Schule und begann ein Studium an der Peradeniya University, wechselte dann aber später an die University of Kelaniya nahe Colombo. Im Jahr 1987 schloss er sich der kommunistischen Janatha Vimukthi Peramuna („Volksbefreiungsfront“) an, kurz bevor diese ihren Aufstand gegen die UNP-Regierung unter Präsident Jayewardene begann. Ab 1988 begann er eine Laufbahn als Berufspolitiker. 1995 war er der landesweite Organisator der Sozialistischen Studentenvereinigung (Socialist Students Association, සමාජවාදී ශිෂ්‍ය සංගමය), einer Unterorganisation der JVP. Im selben Jahr wurde er Mitglied des Zentralkomitees und 1998 dann Mitglied des Politbüros der JVP. Bei der Parlamentswahl in Sri Lanka 2001 wurde er als Abgeordneter für die JVP über die Landesliste ins Parlament gewählt und war ab 2004 in der Regierung unter Premierminister Mahinda Rajapaksa Minister für Landwirtschaft und Bewässerung. Am 16. Juni 2005 verließ die JVP und mit ihr Dissanayake wieder die Regierung. Auch bei den Parlamentswahlen 2010 und 2015 errang er für die JVP ein Mandat.
Seit dem Jahr 2008 war Dissayanake Fraktionsvorsitzender der JVP im Parlament von Sri Lanka in der Opposition.
Am 2. Februar 2014 wurde Dissayanake in der Nachfolge von Somawansa Amarasinghe zum Vorsitzenden der JVP gewählt. Nach dem Parteigründer Rohana Wijeeweera und Amarasinghe war er damit der dritte Parteivorsitzende in der Geschichte der JVP. Am 18. August 2019 wurde er auf einer Massenkundgebung auf dem Galle Face Green bei Colombo zum offiziellen Kandidaten der JVP für die Präsidentschaftswahl 2019 ausgerufen. Im Wahlkampf wurde er durch die Jathika Janabala Peramuna, eine von der JVP geführte Allianz aus 28 Kleinparteien und Zivilorganisationen, unterstützt. Bei der Wahl erhielt er 3,16 % der Stimmen.
Bei der außerordentlichen Präsidentschaftswahl 2022 trat er als Vorsitzender der JVP und der Allianz National People’s Power (NPP) an. Zur Präsidentschaftswahl im September 2024 kandidierte er erneut für die JVP. Mit rund 42 Prozent der abgegebenen Stimmen wurde er zum Präsidenten des Inselstaates gewählt. Am 23. September 2024 wurde er als neuer Staatspräsident Sri Lanka vereidigt. Er steht dem Kabinett Dissanayake vor, welches nur aus drei Personen besteht, die alle 17 Ämter auf sich vereinen. Zwei Tage nach seiner Wahl löste er das Parlament auf und setzte eine Neuwahl für den 14. November 2024 an, was einem Vorziehen der nächsten Parlamentswahl um ein Jahr gleichkam. Diesen Schritt hatte er vor seiner Wahl für den Fall seines Sieges bereits angekündigt.